# NSWRL 1981
Die NSWRL 1981 war die 74. Saison der New South Wales Rugby League Premiership, der ersten australischen Rugby-League-Meisterschaft. Den ersten Tabellenplatz nach Ende der regulären Saison belegten die Eastern Suburbs Roosters. Diese verloren im Halbfinale 5:15 gegen die Newtown Jets, die im Grand Final 11:20 gegen die Parramatta Eels verloren. Die Eels gewannen damit die NSWRL zum ersten Mal.

## Tabelle
|      | Team                          | Spiele | Siege | Unent. | Ndlg. | Spiel- punkte | Diff. | Tabellen- punkte |
| ---- | ----------------------------- | ------ | ----- | ------ | ----- | ------------- | ----- | ---------------- |
| 01.  | Eastern Suburbs Roosters      | 22     | 16    | 0      | 6     | 385:225       | + 160 | 32               |
| 02.  | Newtown Jets                  | 22     | 14    | 2      | 6     | 326:268       | + 58  | 30               |
| 03.  | Parramatta Eels               | 22     | 14    | 1      | 7     | 398:246       | + 152 | 29               |
| 04.  | Cronulla-Sutherland Sharks    | 22     | 13    | 1      | 8     | 339:337       | + 2   | 27               |
| 05.  | Manly-Warringah Sea Eagles    | 22     | 12    | 2      | 8     | 350:317       | + 33  | 26               |
| 06.  | Western Suburbs Magpies       | 22     | 11    | 1      | 10    | 311:352       | - 41  | 23               |
| 07.  | North Sydney Bears            | 22     | 9     | 0      | 13    | 322:355       | - 33  | 18               |
| 08.  | St. George Dragons            | 22     | 8     | 1      | 13    | 320:399       | - 79  | 17               |
| 09.  | South Sydney Rabbitohs        | 22     | 8     | 1      | 13    | 322:423       | - 101 | 17               |
| 010. | Canterbury-Bankstown Bulldogs | 22     | 8     | 0      | 14    | 340:344       | - 4   | 16               |
| 011. | Penrith Panthers              | 22     | 8     | 0      | 14    | 305:350       | - 45  | 16               |
| 012. | Balmain Tigers                | 22     | 6     | 1      | 15    | 293:395       | - 102 | 13               |

## Playoffs

### Ausscheidungs/Qualifikationsplayoffs
| 5. September | Parramatta Eels | 10 : 8 | Newtown Jets | Sydney Cricket Ground, Sydney Zuschauer: 17.265 Schiedsrichter: John Gocher |
| 5. September | (5:5) Bericht   |        |              | Sydney Cricket Ground, Sydney Zuschauer: 17.265 Schiedsrichter: John Gocher |

| 6. September | Manly-Warringah Sea Eagles | 14 : 11 | Cronulla-Sutherland Sharks | Sydney Cricket Ground, Sydney Zuschauer: 21.635 Schiedsrichter: Greg Hartley |
| 6. September | (5:2) Bericht              |         |                            | Sydney Cricket Ground, Sydney Zuschauer: 21.635 Schiedsrichter: Greg Hartley |

| 12. September | Parramatta Eels | 12 : 8 | Eastern Suburbs Roosters | Sydney Cricket Ground, Sydney Zuschauer: 27.600 Schiedsrichter: Greg Hartley |
| 12. September | (0:0) Bericht   |        |                          | Sydney Cricket Ground, Sydney Zuschauer: 27.600 Schiedsrichter: Greg Hartley |

| 13. September | Newtown Jets   | 20 : 15 | Manly-Warringah Sea Eagles | Sydney Cricket Ground, Sydney Zuschauer: 22.440 Schiedsrichter: John Gocher |
| 13. September | (13:0) Bericht |         |                            | Sydney Cricket Ground, Sydney Zuschauer: 22.440 Schiedsrichter: John Gocher |

### Halbfinale
| 19. September | Newtown Jets  | 15 : 5 | Eastern Suburbs Roosters | Sydney Cricket Ground, Sydney Zuschauer: 25.243 Schiedsrichter: Greg Hartley |
| 19. September | (5:5) Bericht |        |                          | Sydney Cricket Ground, Sydney Zuschauer: 25.243 Schiedsrichter: Greg Hartley |

### Grand Final
| 27. September | Parramatta Eels                                            | 20 : 11       | Newtown Jets                                                         | Sydney Cricket Ground, Sydney Zuschauer: 57.333 Schiedsrichter: Greg Hartley |
| 27. September | Versuche: Kenny (2), Atkins, Ella Erhöhungen: Cronin (4/4) | (7:6) Bericht | Versuche: Hetherington, O’Grady, Raudonikis Erhöhungen: Morris (1/3) | Sydney Cricket Ground, Sydney Zuschauer: 57.333 Schiedsrichter: Greg Hartley |

| 1                  | Steve McKenzie  |
| 2                  | Graeme Atkins   |
| 3                  | Mick Cronin     |
| 4                  | Steve Ella      |
| 5                  | Eric Grothe     |
| 6                  | Brett Kenny     |
| 7                  | Peter Sterling  |
| 8                  | Ray Price       |
| 9                  | John Muggleton  |
| 10                 | Kevin Stevens   |
| 11                 | Ron Hilditch    |
| 12                 | Steve Edge      |
| 13                 | Robert O’Reilly |
| Auswechselspieler: |                 |
| 14                 | Steve Sharp     |
| 18                 | Paul Taylor     |

| 1                  | Phil Sigsworth     |
| 2                  | John Ferguson      |
| 3                  | Brian Hetherington |
| 4                  | Mick Ryan          |
| 5                  | Raymond Blacklock  |
| 6                  | Paul Morris        |
| 7                  | Tom Raudonikis     |
| 8                  | Graeme O’Grady     |
| 9                  | Mick Pitman        |
| 10                 | Phil Gould         |
| 11                 | Steve Blyth        |
| 12                 | Barry Jensen       |
| 13                 | Craig Ellis        |
| Auswechselspieler: |                    |
| 14                 | Ken Wilson         |
| 26                 | Geoff Bugden       |
| 16                 | Jim Walters        |
| 20                 | Shane McKellar     |